# 克里斯·德文斯基
克里斯多福·麥可·德文斯基（英語：Christopher Michael Devenski，1990年11月13日—），綽號「Devo」，為美國職棒大聯盟的投手，目前效力於紐約大都會，先前曾效力於太空人、響尾蛇、費城人、天使與光芒等隊。他在2011年美國職棒大聯盟選秀的第25輪771順位被白襪隊選走，2017年入選明星賽。

## 職業生涯

### 芝加哥白襪
2011年美國職棒大聯盟選秀，德文斯基在第25輪771順位被白襪隊選走。同年他加入新人聯盟，並在隔年升上1A。

### 休士頓太空人
2012年8月，白襪隊將德文斯基交易到太空人，換取一名日後指定球員。這年他先待在1A，並以一年升一級的速度爬升。

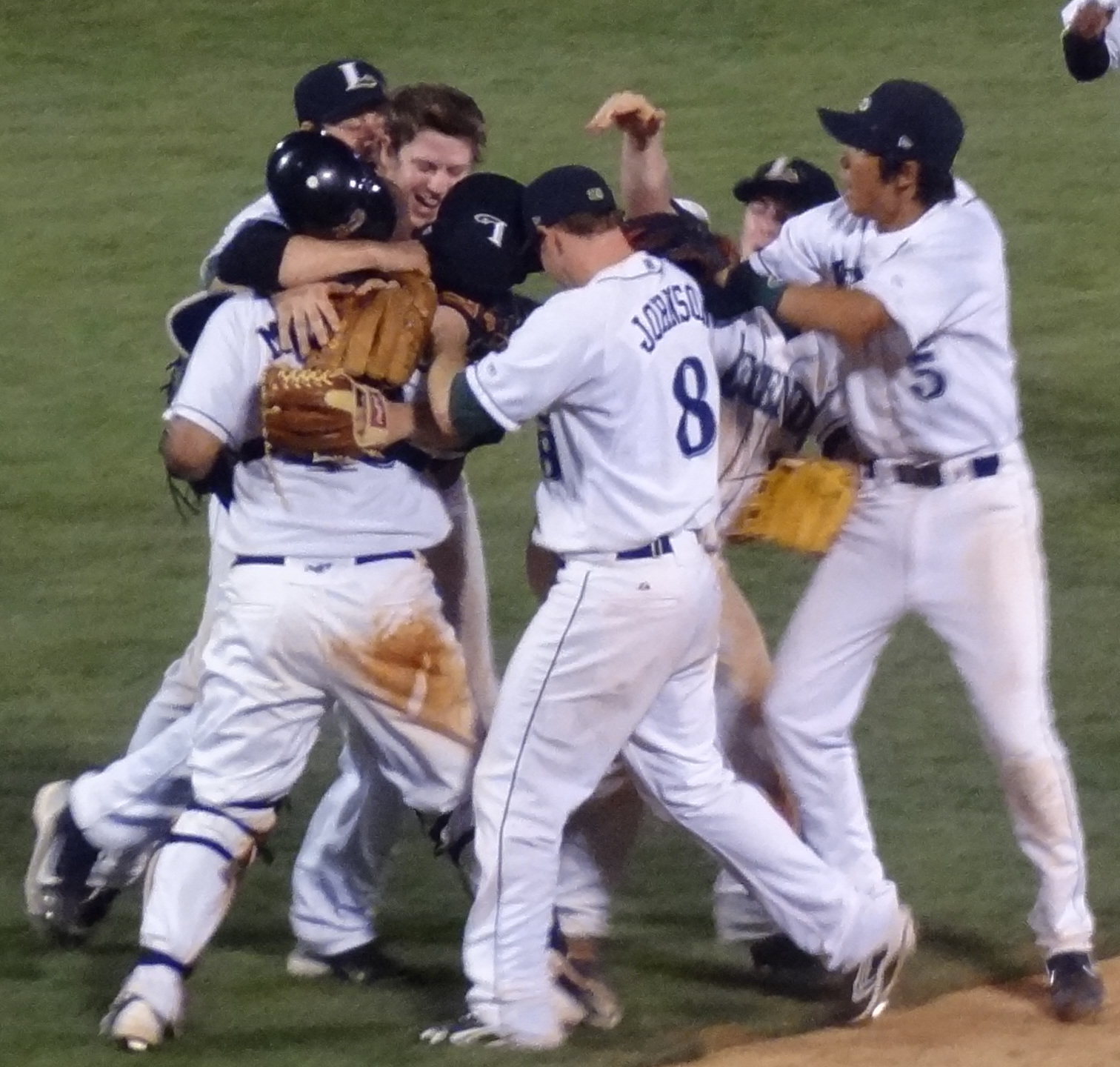
2012年，德文斯基在小聯盟投出無安打比賽後與隊友一同慶祝。

2016年，德文斯基入選球隊的開季名單。4月8日，他成功登上大聯盟。這年他出賽48場比賽，防禦率為2.16，平均每9局只會送出0.914次保送。
2017年，德文斯基一樣擔任球隊的中繼投手。這年上半季他繳出2.09的防禦率，因而得以入選明星賽。整年他一共拿下8勝5敗，防禦率2.68。他在世界大賽上出賽5場比賽，雖然第二場拿下勝投，不過他一共投了5局便挨了4支安打掉4分。
2019年，他與球隊達成152萬5000美元的薪資協議。8月3日，他參與了球隊的接力無安打比賽。不過這年他的防禦率暴漲至4.68。
2020年，他僅僅投了3.2局失6分後，便因為動了骨刺手術導致球季報銷。

### 亞利桑那響尾蛇
2021年1月20日，德文斯基加入響尾蛇的小聯盟系統。3月29日，他進入了球隊40人名單內。不過他只出賽8場留下8.59的防禦率，便在5月15日因右手尺側副韌帶拉傷被放入60天傷兵名單中。2022年8月26日，德文斯基被響尾蛇指定讓渡。

### 費城費城人
2022年8月30日，德文斯基與費城人簽下小聯盟約。他在3A繳出1.04的防禦率，並在9月25日登上大聯盟。整季他拿下2勝1敗，防禦率8.59。

### 洛杉磯天使
2022年11月28日，德文斯基與天使簽下一年小聯盟約。他從3A開季，繳出4.00的防禦率。4月29日，他接替受傷的José Quijada上場。這年他在天使上場29場比賽，防禦率為5.09。後來他因為右腿後肌扭傷而休息長達一個月。他在8月25日遭到指定讓渡，29日被釋出成為自由球員。

### 坦帕灣光芒
8月29日，德文斯基與光芒簽約。該年他拿下3勝2敗，防禦率2.08。球季結束後，光芒再和他續約一年。
2024年，德文斯基表現荒腔走板。整季防禦率高達6.75，最後他在6月25日遭到指定讓渡，6月30日遭到釋出。

## 個人生活
德文斯基的父親是一名單車公司的老闆，雙胞胎姐姐則是一名老師。由於姓名相近，太空人球迷便以1980年代的樂隊「退化樂隊」（Devo）作為德文斯基的綽號。

## 外部連結
- 球員資訊和成績在MLB ，ESPN ，Retrosheet ，Baseball Reference ，Baseball Reference (Minors) ，Fangraphs ，The Baseball Cube （英文）